# Emei (Taïwan)
Emei (峨眉鄉) est une commune de la province de Taïwan (Comté de Hsinchu) en République de Chine.